# Tomas Vaitkus
Tomas Vaitkus (Klaipėda, 4 febbraio 1982) è un ex ciclista su strada e pistard lituano. Professionista dal 2003 al 2017, è stato un velocista competitivo anche nelle cronometro corte e nei prologhi.

## Carriera
Nel 2002 a Zolder vince il titolo di campione del mondo nella prova a cronometro Under-23. Passa professionista l'anno dopo tra le file della squadra belga Landbouwkrediet-Colnago; nel 2004, oltre a vincere il titolo nazionale sia in linea che a cronometro, partecipa per la prima volta al Giro d'Italia, classificandosi secondo nella tappa di Policoro. In estate rappresenta peraltro il suo paese ai Giochi olimpici di Atene, gareggiando nella corsa a punti e nell'inseguimento a squadre su pista.
Nel 2005 si trasferisce alla AG2R Prévoyance, e nella stagione successiva al Giro d'Italia si aggiudica la frazione di Termoli battendo allo sprint Paolo Bettini. Nel 2007 passa alla statunitense Discovery Channel, ottenendo quell'anno il sesto posto al Giro delle Fiandre. Al termine della stagione, con lo scioglimento della Discovery Channel, si accasa al team Astana insieme al direttore sportivo Johan Bruyneel e a sette compagni di squadra.
Nel 2008 ottiene tre successi, tra cui quello nel campionato nazionale, e corre la Vuelta a España. Rimane sotto la direzione di Bruyneel fino a tutto il 2010, quest'ultimo anno al Team RadioShack, prima di ritornare all'Astana all'inizio del 2011. Nel 2012 viene quindi messo sotto contratto dalla GreenEDGE, neonata formazione World Tour australiana. Tra le file della GreenEDGE/Orica vince una tappa all'Azerbaijan International Tour e il quinto titolo nazionale, il terzo in linea.
Nel 2016 torna al successo vincendo 5 corse in Algeria; l'anno successivo si ritira dall'attività professionistica.

## Palmarès

### Strada
- 2001 (dilettanti)

3ª tappa Triptyque des Barrages
- 2002 (dilettanti)

Chrono Champenois
Grote Prijs Berloz
2ª tappa Le Transalsace International
Grand Prix des Nations Espoirs
Targa Crocifisso
Campionati del mondo, Prova a cronometro Under-23
- 2003 (Landbouwkrediet, due vittorie)

5ª tappa Post Danmark Rundt (Svendborg, cronometro)
Campionati lituani, Prova a cronometro
- 2004 (Landbouwkrediet, tre vittorie)

5ª tappa Post Danmark Rundt (Odense > Roskilde)
Campionati lituani, Prova in linea
Campionati lituani, Prova a cronometro
- 2005 (AG2R, una vittoria)

SEB Eesti Ühispank Tartu GP
- 2006 (AG2R, una vittoria)

9ª tappa Giro d'Italia (Francavilla al Mare > Termoli)
- 2008 (Astana, tre vittorie)

2ª tappa Volta ao Algarve (Lagoa > Lagos)
Ronde van het Groene Hart
Campionati lituani, Prova in linea
- 2013 (Orica, due vittorie)

5ª tappa Azerbaijan International Tour (Baku > Baku)
Campionati lituani, Prova in linea
- 2016 (Al Nasr-Dubai, cinque vittorie)

1ª tappa Tour Internationale d'Oranie (Zéralda > 'Ayn Defla)
Grand Prix de la Ville d'Oran
1ª tappa Tour International de Setif (Blida > Bouira)
4ª tappa Tour International de Setif (Sétif > Sétif)
Classifica generale Tour International de Constantine

#### Altri successi
- 2012 (GreenEDGE)

1ª tappa Tirreno-Adriatico (San Vincenzo > Donoratico, cronosquadre)
- 2016 (Al Nasr-Dubai)

Classifica punti Tour Internationale d'Oranie
Classifica punti Tour International de Setif

### Pista
- 2002

4ª prova Coppa del mondo, Inseguimento individuale (Cali)
- 2004

1ª prova Coppa del mondo, Inseguimento a squadre (Mosca, con Linas Balčiūnas, Aivaras Baranauskas e Raimondas Vilčinskas)

## Piazzamenti

### Grandi Giri
- Giro d'Italia

2004: ritirato (10ª tappa)
2006: ritirato (13ª tappa)
2012: ritirato (17ª tappa)
- Tour de France

2007: ritirato (3ª tappa)
2011: 140º
- Vuelta a España

2008: 95º

### Classiche monumento
- Milano-Sanremo

2006: 93º
2007: 36º
2009: ritirato
2010: ritirato
2011: 141º
2012: ritirato
- Giro delle Fiandre

2005: 57º
2006: ritirato
2007: 6º
2008: ritirato
2010: ritirato
2011: 35º
2012: 85º
- Parigi-Roubaix

2005: ritirato
2006: 64º
2007: ritirato
2010: 48º
2011: 18º
2012: ritirato
- Giro di Lombardia

2007: ritirato

### Competizioni mondiali
- Campionati del mondo

Lisbona 2001 - Cronometro Under-23: 24º
Lisbona 2001 - In linea Under-23: ritirato
Zolder 2002 - Cronometro Under-23: vincitore
Zolder 2002 - In linea Under-23: 115º
Hamilton 2003 - Cronometro Elite: 40º
Hamilton 2003 - In linea Elite: ritirato
Madrid 2005 - In linea Elite: ritirato
- Giochi olimpici

Atene 2004 - Inseguimento a squadre: 8º
Atene 2004 - Corsa a punti: ritirato